# Parafia św. Antoniego Padewskiego w Sośnicy
Parafia św. Antoniego Padewskiego w Sośnicy − parafia rzymskokatolicka znajdująca się w archidiecezji przemyskiej w dekanacie Radymno I.

## Historia
Sośnica była własnością królewską i kapituły przemyskiej. W 1507 roku pojawiła się wzmianka o parafii prawosławnej. Od ok. końca XVII wieku do 1785 roku na zamku w Sośnicy istniała kaplica łacińska. 
W 1939 roku we wsi było 2 440 mieszkańców (w tym: 2 330 Ukraińców, 25 Polaków, 15 ukraińskich rzymsko-katolików i 70 Żydów). W 1946 roku wysiedlono na Ukrainę 2 145 osób, a pozostali przeszli do kościoła rzymskokatolickiego. 5/6 maja 1946 roku wieś została w 80% spalona przez bandy UPA. 
2 listopada 1945 roku dekretem bpa Ignacego Tokarczuka została erygowana ekspozytura, z wydzielonego terytorium parafii Radymno. Na kościół parafialny zaadaptowano drewnianą cerkiew, a na miejsce wysiedlonych Ukraińców, przybyli osadnicy z okolic Łańcuta i Rzeszowa. 16 sierpnia 1952 roku ekspozytury w Sośnicy i Świętem zostały rozdzielone. 13 czerwca 1954 roku w Sośnicy odbył się pierwszy odpust parafialny, a patronem parafii został św. Antoni Padewski.
W 1981 roku rozpoczęto budowę obecnego murowanego kościoła, według projektu arch. inż. Stanisława Ślęzaka. 12 grudnia 1982 roku bp Ignacy Tokarczuk poświęcił kościół. Polichromię wykonał artysta Stanisław Jakubczyk.
W sierpniu 1982 roku przybyły siostry Służebniczki starowiejskie.
12 maja 2002 roku w kościele odbyły się święcenia diakonatu. 13 czerwca 2002 roku odbyła się konsekracja kościoła, której dokonał abp Józef Michalik.
Na terenie parafii jest 1 474 wiernych (w tym: Sośnica – 1 154, Zadąbrowie - Nowe Osiedle – 320).
Proboszczowie parafii:
1945–1946. ks. Stefan Zawadzki (ekspozyt)
1946–1950. o. Aureliusz Augustyn OFMConv (ekspozyt, administrator excurrendo ze Świętego).
1950– ?. o. Metody Rejentowicz OFMConv (ekspozyt, administrator excurrendo ze Świętego).
? –1958. o. Nikodem Szałankiewicz OFMConv (ekspozyt).
1958–1959. ks. Stanisław Dziadek (ekspozyt).
1959–1979. ks. Stanisław Czerny (ekspozyt).
1979–1985. ks. dr Franciszek Rząsa.
1985–2008. ks. prał. Stefan Kołodziej.
2008– nadal ks. Adam. Dziadowicz